# Kiến trúc Triều Tiên
Kiến trúc Triều Tiên là phong cách kiến trúc phát triển trên bán đảo Triều Tiên qua thời gian, từ khi có sự di cư của người gốc Siberia và Mãn châu đến. Kiến trúc Triều Tiên chị ảnh hưởng của kiến trúc Trung Hoa mối quan hệ gần gũi. Cũng giống như các loại hình nghệ thuật khác ở Triều Tiên, đặc trưng kiến trúc nơi đây là thiên hướng tự nhiên, giản tiện, tính kinh tế và tránh sự quá mức.